# Maniola hyperanthoides
Maniola hyperanthoides är en fjärilsart som beskrevs av Thomson 1970. Maniola hyperanthoides ingår i släktet Maniola och familjen praktfjärilar. Inga underarter finns listade i Catalogue of Life.